# عمرو زكي
عمرو زكي (ولد في 1 أبريل 1983 في المنصورة، مصر)، لاعب كرة قدم مصري سابق كان يُلقب بالبلدوزر.

## مسيرته مع الأندية

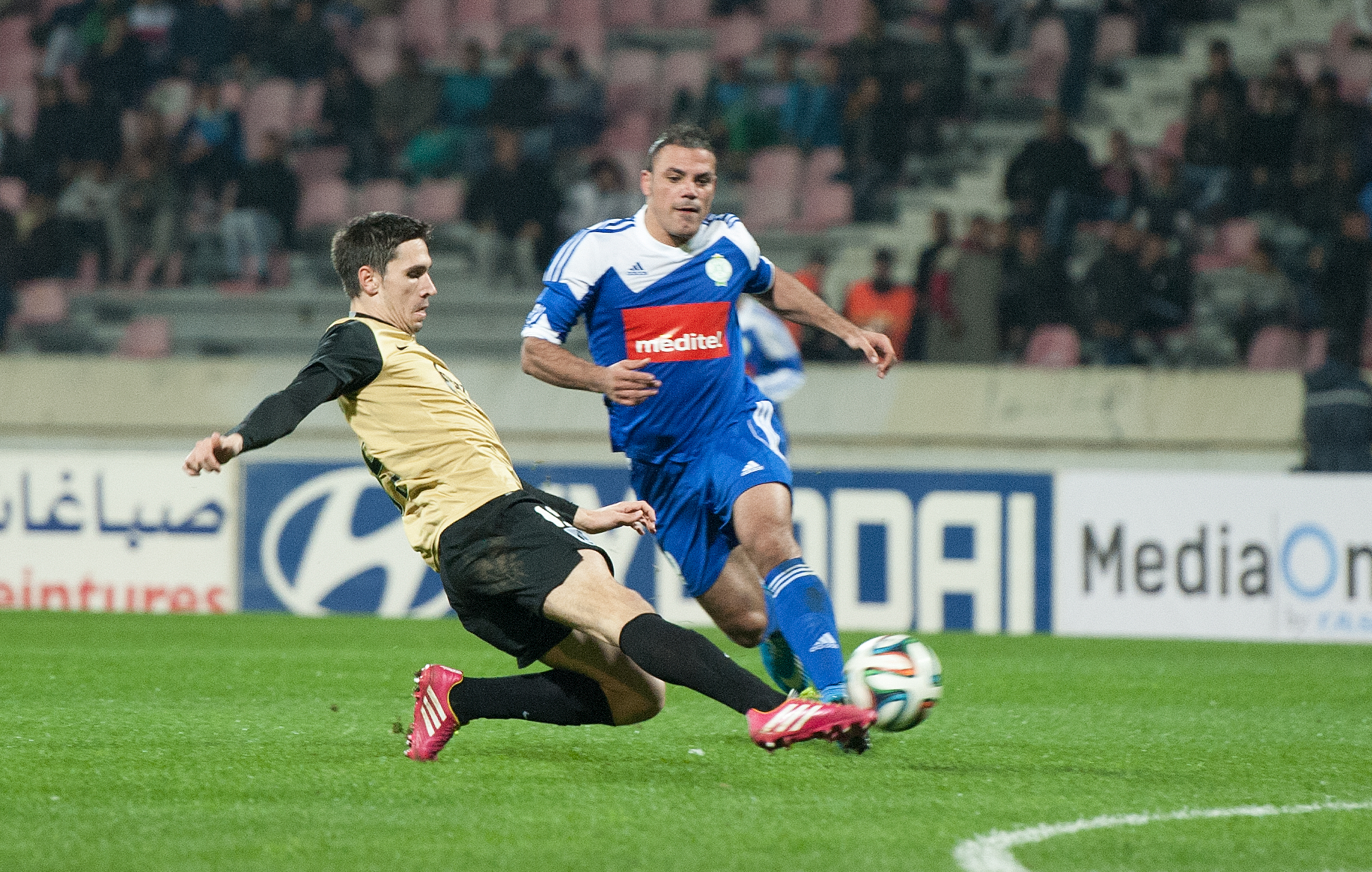
عمرو ذكي مع نادي الرجاء المغربي

### البدايات
لعب لنادي المنصورة في البداية، انتقل لنادي إنبي في موسم 2003 مقابل مبلغ كبير تخطى المليون ونصف جنيه مصري، كلاعب لم يتخطى بعد سن العشرين عاما، وتألق مع إنبي وبدأ بالظهور حتي قاده بالفوز ببطولة كأس مصر 2004-2005. رحل بعد التألق مع منتخب مصر بأمم أفريقيا 2006 وتصفيات كأس العالم ليرحل نحو لوكوموتيف موسكو الروسي. لكنه عاد بسبب الطقس غير المناسب الذي لم يتكيف معه. ليتعاقد مع نادي الزمالك.

### ويجان أتلتيك
اتفق عمرو مع الزمالك على الاحتراف في نادى ويجان أتلتيك على سبيل الإعارة لمدة عام مقابل مليون ونصف يورو ونصف مليون اخر إذا احرز عشرة اهداف وقد تم بعد الكثير من المداولات. ويعد عمرو زكى من أغلى لاعبي كرة القدم في مصر وأفريقيا. تألق عمرو زكي في نادي ويجان وأحرز عشرة أهداف في مباريات الدوري الإنجليزي يتصدر بها قائمة هدافي الدوري الإنجليزي  ومنذ بداياته مع فريقه ويجان استطاع أن يصبح الفتى الأول لدى الجماهير واختاروه كأحسن لاعب في الكثير من المباريات. وقد أشادت به الصحف الإنجليزية فقالت عنه صحيفة الغارديان البريطانية: «عندما أعلن زكي عند انضمامه لويجان قبل شهر عن ثقته في أن يصبح هدافا في الدوري الإنجليزي هذا الموسم تعالت موجة من الابتسامات الساخرة وعلامات الدهشة على الوجوه المحيطة بملعب التدريب في ويجان، ولكن ذلك لم يعد مقبولا بعد الآن» ، كما أشاد بمستواه روي كين المدير الفني لفريق سندرلاند، وأثنى عليه النجم الإنجليزي ديفيد بيكهام وتوقع له أن ينتقل لأحد أندية إنجلترا الكبيرة قريبا.
واندمج زكي سريعا مع ويغان ونجح في هز شباك المنافسين بغزارة حتى أنه استطاع تسجيل 9 أهداف في أول 13 مباراة لفريقه الأمر الذي دفع ديف ويلان رئيس النادي إلى تشبيه المهاجم المصري بالنجم الإنكليزي الكبير آلان شيرار الهداف التاريخي السابق لإنكلترا ونيو كاسيل يونايتد.
ولم يتسبب هذا التصريح في دهشة للصحافة الإنكليزية خاصة بعدما تمكن زكي من جذب الأنظار إليه في فترة وجيزة للغاية وترك بصمة على كل من رآه وجعله يقتنع بالفعل أنه لاعب من طراز فريد يستطيع أن يكون في يوم من الأيام أحد نجوم الدوري الإنكليزي الممتاز لكرة القدم «البريمرليغ».
وسرعان ما تبخرت هذه التصريحات في ظل عدم التزام زكي في مواعيده حتى انقلب المدح إلى انتقادات تؤكد افتقاده إلى الاحترافية بسبب تغيبه عن حضور التدريبات دون إذن أو تنسيق مع إدارة النادي.
وقال ستيف بروس مدرب ويغان وقتها أنه نفذ صبره من اللاعب بعد تكرر غيابه قائلا: " لم أرى لاعب غير محترف مثل زكي طوال حياتي مضيفا أن هذه هي المرة الرابعة التي لا يعود فيها إلى ناديه في الوقت المحدد بعد أداء واجبه الوطني مع منتخب بلاده.

### العودة للزمالك
عاد عمرو زكي إلى نادي الزمالك المصري بعد انتهاء عقد الإعارة وشارك مع الزمالك في مبارايات الدوري العام المصري موسم 2009-2010 إلا أنه تابع الصيام عن التهديف ولم يحرز أي أهداف في الدوري مع الزمالك. في 17 يناير 2010 أعلن نادي الزمالك إتمام صفقة إعارة اللاعب إلى نادي هال سيتي الإنجليزي لمدة 6 أشهر بقيمة 600,000 €.

### نهاية مسيرته
انضم زكي لنادي الرجاء المغربي في 1 يناير 2014. وبعد مرور شهر واحد فقط من التعاقد، أعلن نادي الرجاء في 14 فبراير 2014 توصله لاتفاق مع زكي لفسخ العقد بينهما بالتراضي، وذلك بسبب غضب النادي من خضوع زكي لجراحة في ميونيخ دون علمه. ولم يشارك في أي مباراة رسمية مع الفريق. ثم انضم زكي لنادي العهد اللبناني يوم 15 أغسطس 2014 لمدة موسم واحد في صفقة انتقال حر. ولكنه فسخ عقده مع النادي بعدها بشهر واحد فقط في سبتمبر 2014 بسبب الإصابة.
أعلن زكي اعتزاله نهائيًا لعب كرة القدم في أغسطس 2015 عبر حسابه على موقع التواصل الاجتماعي تويتر.

## مسيرته مع المنتخب
لعمرو زكي مكان ثابت في المنتخب المصري منذ بطولة كأس الأمم الإفريقية عام 2006 والتي أقيمت بالقاهرة وتألق فيها بشكل ملحوظ وساهم بالفوز باللقب. وشارك مع المنتخب في كأس الأمم الإفريقية غانا 2008 وحقق المركز الثاني في قائمة هدافي البطولة برصيد 4 أهداف بفارق هدف واحد عن صامويل إيتو هداف البطولة. وبذلك كان لزكي دورا كبيرا في فوز مصر باللقب للمرة الثانية على التوالي. شارك عمرو زكي مع المنتخب بشكل ثابت في تصفيات كأس العالم 2010 وأحرز هدفاً في مرمى زامبيا لينتهي اللقاء بالتعادل 1-1. كما أنه أحرز هدفين في المباريات الودية بقميص المنتخب في مرمى موريشيوس من ضربة جزاء وآخر في مرمى تنزانيا، وسجل أول أهداف منتخب مصر في مرمي منتخب الجزائر في المباراة التي انتهت بفوز مصر بهدفين مقابل لا شيء. لم ينضم زكي إلى قائمة المنتخب الفائز ببطولة كأس الأمم الأفريقية 2010 والتي أقيمت بأنجولا نظراً لإصابته.

## النشاط الفني
شارك في بطولة الفيلم السينمائي الزمهلوية  والذي يتناول العلاقة بين جمهوري الزمالك والأهلي في إطار ساخر. وظهر في الفيلم بشخصيته الحقيقية برفقة عدد من لاعبي كرة القدم من الناديين.

## روابط خارجية
- عمرو زكي على موقع اتحاد تركيا (لاعب) (الإنجليزية)
- عمرو زكي على موقع قاعدة بيانات كرة القدم.إي يو (الإنجليزية)
- عمرو زكي على موقع ناشيونال فوتبول تيمز (الإنجليزية)
- عمرو زكي على موقع Soccerbase.com (لاعب) (الإنجليزية)
- عمرو زكي على موقع Soccerway.com (الإنجليزية)
- عمرو زكي على موقع عالم كرة القدم.نت (الإنجليزية)